# ایستگاه راه‌آهن لیل فلاندر
ایستگاه گار ده لیل فلاندر (انگلیسی: Gare de Lille Flandres) یک ایستگاه راه‌آهن اصلی شهر لیل، فرانسه است.
این ایستگاه که در سال ۱۸۴۲ تأسیس شده در ۵۰۰ متری ایستگاه گار ده لیل اروپا قرار دارد و متروی لیل آن‌ها را به یکدیگر متصل می‌کند، ایستگاه گار ده لیل که از قدیمی‌ترین ایستگاه‌های راه‌آهن فرانسه محسوب می‌شود به راه‌آهن بلژیک نیز متصل می‌باشد.